# Саладжак
Саладжак (на турски: Salacak) е квартал в район Юскюдар на Истанбул, Турция. Намира се на азиатския бряг на Босфора, на юг от историческия център на „Юскюдар“.
Думата salacak означава „пейка за измиване на труп“, но се съобщава, че името идва от sala, което означава „село“ (език не е уточнен) с турската наставка -cık, „малък“.
Най-известната забележителност в квартала е Моминската кула (Kız Kulesi), разположена точно на брега на Саладжак в Босфора.